# Djougoun
Djougoun è un comune rurale del Mali facente parte del circondario di Kita, nella regione di Kayes.
Il comune è composto da 5 nuclei abitati:
- Dialamadji
- Djougoun
- Karéga
- Kobokoto
- Sorongolo